# 罗德尼·斯塔基

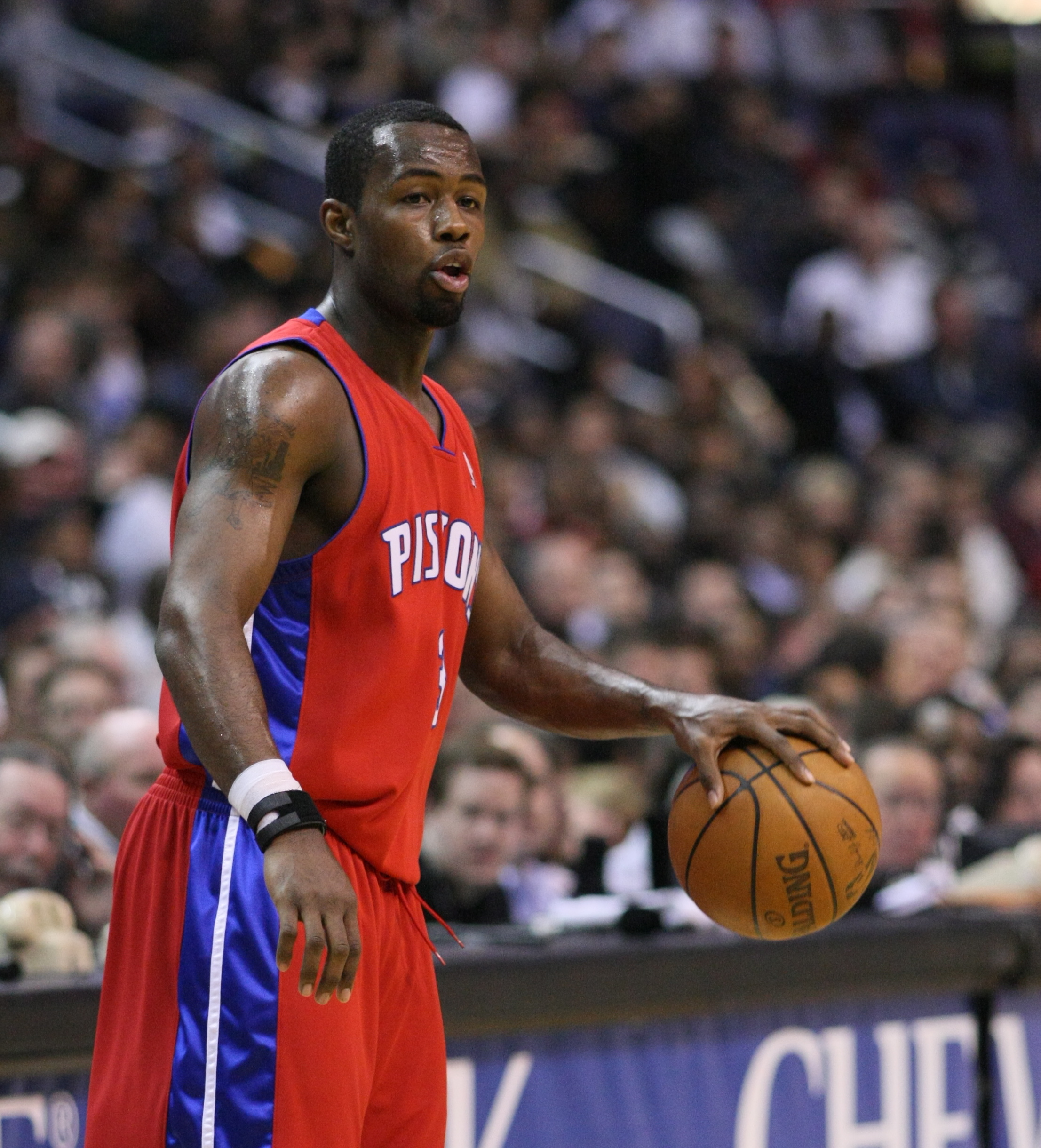
罗德尼·斯塔基

罗德尼·诺范尔·斯塔基（英語：Rodney Norvell Stuckey，1986年4月21日—），美国职业篮球运动员，现为自由球员，司职得分后卫和控球后卫。

## 早期生涯
斯塔基就读于华盛顿的肯特伍德高中 (Kentwood HS)。他大学期间在东华盛顿大学打球，二年级时期取得了场均24.6分、5.5次助攻、4.7个篮板和2.4次盗球。在对阵波特兰州立大学 (Portland State University)的一场比赛中斯塔基拿下了赛季最高的36分，他总共有9场比赛得分超过30分3场比赛送出超过10次助攻，在和爱达荷大学 (University of Idaho)的比赛中拿到了他大学生涯最高的7次盗球。
在他仅有得两个大学篮球赛季中，他总共得到了1,438分、投球命中983分、抓下279个篮板、送出283次助攻以及145次盗球。

## 职业生涯
2007年6月28日，斯塔基在2007年NBA选秀中第一轮第15顺位被底特律活塞队选中。
2014年夏季，与活塞队合同期满的自由球员斯塔基和溜馬隊簽訂底薪合同。